# Malme (Noruega)
Malme es una localidad de la provincia de Møre og Romsdal en la región de Vestlandet, Noruega. A 1 de enero de 2017 tenía una población estimada de 484 habitantes.
Se encuentra ubicado en la parte noroccidental del sur del país, cerca de la costa del mar de Noruega. 